# Raphael Weichbrodt
Raphael Weichbrodt (* 21. September 1886 in Labischin an der Netze (Provinz Posen) (heute Łabiszyn/Polen); † 31. Mai 1942 KZ Mauthausen) war ein deutscher Psychiater, Neurologe und Hochschullehrer, der Opfer des Holocausts wurde.

## Leben
Weichbrodt war der Sohn einer wohlhabenden jüdischen Kaufmannsfamilie. Er erlangte 1906 die Reife am humanistischen Gymnasium in Bromberg (heute Bydgoszcz) und studierte Medizin in Berlin, Heidelberg, Freiburg im Breisgau und München. 1912 erhielt er die Approbation und promovierte im selben Jahr („Die gebräuchlichsten Methoden zur Wertbestimmung der Digitalis“, Med. Diss.) in München. Nach verschiedenen Assistenzen an Berliner Kliniken, wurde er ab 15. Juni 1915 bis zum 31. Dezember 1925 in Frankfurt unter Emil Sioli, später unter Karl Kleist, Assistenzarzt an der Städtischen Anstalt für Irre und Epileptische, die 1914 Teil der Universitätsklinik Frankfurt geworden war. Im letzten Kriegsjahr 1918 – trotz schwerer Gehbehinderung wegen beidseitigem Klumpfuß – war er Militärarzt am Vereinslazarett 128 in Frankfurt. 1920 erfolgte die Habilitation mit der Schrift „Die Therapie der Paralyse“ und Erteilung der Venia Legendi an der Universität Frankfurt am Main für Psychiatrie und Neurologie. Seit dem Sommersemester 1921 hielt er Vorlesungen als Privatdozent an der Frankfurter Universität in Psychiatrie und Neurologie. 1926 ließ er sich als Facharzt für Nervenheilkunde und Psychiatrie in Frankfurt nieder und war hauptsächlich als Gutachter für Versicherungen, Verbände und Private tätig. Nach dem Ausscheiden aus der Klinik behielt er seine Lehrtätigkeit an der medizinischen Fakultät in Frankfurt bei und war weiterhin wissenschaftlich publizistisch tätig. 1926 wurde Weichbrodt zum nichtbeamteten außerplanmäßigen Professor ernannt. Ab 1932 war er Leiter des Chemisch-serologischen Laboratoriums der Universitätsklinik für Gemüts- und Nervenkranke in Frankfurt. 1933 wurde ihm als Nichtarier die Lehrbefugnis auf Grundlage des „Gesetzes zur Wiederherstellung des Berufsbeamtentums“ (§ 3 BBG) vom 7. April 1933 entzogen.
Weichbrodt konnte in den folgenden Jahren aufgrund der nationalsozialistischen Repressalien seine Praxis und Gutachtertätigkeit nicht mehr fortsetzen und widmete sich intensiv der fachschriftstellerischen Tätigkeit. Bereits seit 1916 hatte er zahlreiche Aufsätze in Fachzeitschriften veröffentlicht; außerdem war er Mitherausgeber des „Handbuchs der ärztlichen Begutachtung“ (2 Bände, 1931) und Mitarbeiter des „Handbuchs der gesamten Unfallheilkunde“ (1934). Die Monographie „Der Selbstmord“ steht für eines seiner ureigenen Interessen. Thematisch hatte er sich damit bereits seit 1918 beschäftigt. Erstmals erschien die Monographie 1923, dann noch einmal stark überarbeitet und erweitert 1937 in der Schweiz. Ebenfalls in der Schweiz erschien 1940 „Der Versicherungsbetrug“. Sein Manuskript „Eifersucht“ ist nur im Nachlass überliefert, eine Arbeit über „Geniales Schaffen und Seelenstörung“ gilt als verschollen. 1941 übergab Weichbrodt wichtige Dokumente, Briefe und Manuskripte zur Aufbewahrung an seinen Freund, den Journalisten Oskar Quint, die im Familiennachlass Quint im Institut für Stadtgeschichte erhalten sind.
Raphael Weichbrodt wurde am 30. Mai 1942 in das KZ Mauthausen eingeliefert und verstarb dort am 31. Mai 1942.
An Raphael Weichbrodt erinnern in Frankfurt am Main Gedenktafeln an der Grabstätte seiner Frau Meta auf dem Neuen jüdischen Friedhof, an der Gedenkstätte Neuer Börneplatz und ein Stolperstein in der Mainzer Landstraße 23.
Weichbrodt hatte am 6. Juni 1919 Meta Markus (* 1895) geheiratet, die 1932 an Krebs verstarb. Der Ehe entstammten die beiden Töchter Ruth (* 1920) und Dorrit (* 1921). Ruth Weichbrodt emigrierte 1938 in die USA, später nach Brasilien. Laut Kurt Schäfer gab Ruth Weichbrodt 1996 an, ihre Schwester Dorrit sei kurz nach ihrem Vater deportiert worden, es fehle aber jede weitere Spur (Kurt Schäfer S. 33). Es gibt jedoch einen undatierten Hinweis auf den Aufenthalt von Dorrit Weichbrodt im Ghetto Lodz.
Ein früher gängiges Diagnoseverfahren zum Nachweis von Immunglobulinen in der Hirnflüssigkeit bei entzündlichen Erkrankungen des Hirngewebes und der Hirnhäute wurde als „Weichbrodtsche Sublimatreaktion“ nach ihm benannt.